# Pandanus candelabrum
Pandanus candelabrum ist eine Pflanzenart aus der Gattung der Schraubenbäume (Pandanus) in der Familie der Schraubenbaumgewächse (Pandanaceae).

## Beschreibung
Pandanus candelabrum ist eine immergrüne, ausdauernde und verholzende Pflanze, die Wuchshöhen zwischen 3 und 20 Metern erreicht. Der Stamm kann bis zu 25 Zentimeter Durchmesser besitzen, im oberen Bereich ist die Pflanze kandelaberartig verzweigt. Sie bildet Stelzwurzeln von bis zu 3 Meter Höhe aus. Die Blätter sind (0,7–)1 bis 2,5(–4) Meter lang, (2–)4 bis 6,5(–11,5) Zentimeter breit und tragen 1,1 bis 5,3 Zentimeter lange Randdornen. Die Art ist einhäusig getrenntgeschlechtig (monözisch), der weibliche Blütenstand misst 3,3 bis 8 × 2,4 bis 3,7 Zentimeter, der männliche Blütenstand ist 29 bis 32 Zentimeter lang. Der Fruchtstand ist ährig oder die Fruchtblätter zu einer synkarpen Einheit verwachsen, die sich im Reifezustand leicht gelblich verfärbt und angenehm duftet.
Die Chromosomenzahl beträgt 2n = 56.

## Verbreitung und Standort
Die Heimat von Pandanus candelabrum liegt in Westafrika und umfasst die Staatsgebiete von Benin, Kamerun, Äquatorialguinea (mit Bioko), Gabun, Gambia, Ghana, Guinea, Guinea-Bissau, Liberia, Nigeria, Elfenbeinküste, Senegal, Sierra Leone und Togo. Die Art wächst einzeln oder gruppenbildend, bevorzugt an Flussufern im Wald oder offener Landschaft, in Sümpfen bis zu einer Wassertiefe von 1,2 Metern und an Mangrovenrändern. Sie kommt vom Meeresniveau bis in Höhen von 1300 Metern vor.
Eine 2015 publizierte Arbeit des amerikanischen Geologen Stephen Haggerty beschreibt eine ausgeprägte Affinität von Pandanus candelabrum zu Kimberlit-Schloten (sogenannten Pipes). Kimberlit ist ein magmatisches Gestein, das Diamanten führen kann. Pandanus candelabrum könnte somit als Indikatorart genutzt werden, um die Diamantenexploration in Westafrika zu erleichtern.

## Verwendung und Inhaltsstoffe
Die Blätter von Pandanus candelabrum werden zur Herstellung von Matten genutzt. In der Volksmedizin dienen frische Blätter außerdem gegen Halsschmerzen, eine Rindenzubereitung wird gegen Durchfall, Dysenterie und Enteritis eingesetzt. In ethanolischen Pflanzenextrakten wurden Anthrachinone, Saponine sowie Spuren von Tanninen und Alkaloiden nachgewiesen.

## Systematik
Die Erstbeschreibung des französischen Naturwissenschaftlers Palisot de Beauvois wurde 1805 publiziert. Die hohe Variabilität und das unvollständige Typusmaterial der weitverbreiteten Art erschweren bislang eine klare taxonomische Abgrenzung gegen nahverwandte Spezies.